# Schechstetten
Schechstetten ist ein Ortsteil der Gemeinde Weidenstetten im Alb-Donau-Kreis in Baden-Württemberg. Der Weiler liegt circa zwei Kilometer westlich von Weidenstetten und ist über die Landstraße 1232 zu erreichen.

## Geschichte
Der Ort wird 1382 erstmals erwähnt. Er teilte das Schicksal von Weidenstetten, d. h., er gehörte zur Herrschaft Albeck und bildete später mit Weidenstetten ein Amt der Ulmer Oberen Herrschaft, dem 1608 das Amt Neenstetten und 1774 die Ämter Altheim und Ballendorf angegliedert wurden. 
Im Jahr 1803 kam der Ort an Bayern und 1810 durch den Grenzvertrag zwischen Bayern und Württemberg an Württemberg, wo er dem Oberamt Ulm unterstellt wurde.